# Révolte dans les Asturies
Révolte dans les Asturies, sous-titré Essai de création collective, est une pièce de théâtre, écrite collectivement par Albert Camus, Jeanne-Paule Sicard, « Bourgeois » et « Poignant », en 1935, et publiée en 1936 par Edmond Charlot. 

## Résumé
Révolte dans les Asturies décrit l'insurrection ouvrière de 1934, dans les Asturies. La révolte des mineurs commence à Mieres, dans la nuit du 5 au 6 octobre 1934. Le gouvernement de centre-droit (deuxième gouvernement) de la IIe République espagnole fait intervenir l'armée. La répression, le 19 octobre, fait entre 1 500 et 2 000 victimes, dont 300 à 400 militaires,. 30 000 ouvriers sont emprisonnés.

## Genèse de l'œuvre
En 1935, Albert Camus, alors âgé de 22 ans, participe à l'écriture de cette pièce d'actualité politique, avec trois amis du Théâtre du Travail d'Alger : l'écrivaine Jeanne-Paule Sicard et les professeurs Bourgeois et Poignant. Ils l'intitulent « Essai de création collective ». La pièce est destinée à être jouée par des acteurs amateurs, comme ceux du Théâtre du Travail. Elle est conçue comme un canevas sur lequel les comédiens sont invités à broder. Cette œuvre fut interdite,.

## Représentations
La pièce Révolte dans les Asturies est censurée, au début de 1936, par le maire d'Alger et n'est pas représentée.
- 2011 (6 août) - mise en scène : Vincent Siano, Brantes, Théâtre rural d'animation culturelle (TRAC) de Beaume-de-Venise.
- 2012 (22 juillet) - mise en scène : Vincent Siano, Saint-Geniez (Alpes-de-Haute-Provence), Théâtre rural d'animation culturelle (TRAC) de Beaume-de-Venise.

## Éditions
- 1936 - Alger, Charlot, sans noms d'auteurs.
- 2006  - Éditions Le Manuscrit français.
- Collection La Pléiade.